# Reimarochloa acuta
Reimarochloa acuta là một loài thực vật có hoa trong họ Hòa thảo. Loài này được (Flüggé) Hitchc. miêu tả khoa học đầu tiên năm 1909.